# JOB
JOB és una marca de paper de fumar i una marca de cigarrets fundada en 1849 per Jean Bardou i la família Journet, després represa pel seu fill Pierre Bardou-Job. Actualment és una marca de Republic Technologies, que forma part de Republic Tobacco, grup internacional amb seu a Chicago (Estats Units.

## Història
En 1838, Jean Bardou, aleshores forner a Perpinyà, va crear un petit llibret de fulles de paperde fumar. En 1849 va dipositar una patent d'invenció per un paper de fumar anomenat « papier JOB » (les seves inicials, JB, eren separades per una esetrella, després per un escut representant les armes de la vila de Perpinyà i finalment per un rombe que es transformà en una « O »).
En 1872 es va instal·lar un molí de paper a Arieja, al lloc de La Molassa, comuna d'Eishèlh prop de Sent Gironç, sota els noms associats de Bardou i Pauilhac; començà la seva producció el 1875. La societat fou creada en 1903 i la seu social es va instal·lar a Tolosa de Llenguadoc. En 19xx, JOB va comprar OCB. En 1986, el grup Bolloré es fa càrrec de la societat. En 1993, Bolloré cedí el 50 % de la societat a la neerlandesa KNP i fou creada la nova societat Job-Parilux. En gener de 1996, JOB Toulouse fou venuda per 10 milions de francs a la paperera alemanya Scheufelen. En 2001, JOB Toulouse fou posada en liquidació judicial. En 2005, la societat Bolloré Technologie amb base a Perpinyà fou comprada al grup Bolloré per part d'un client estatunidenc Don Levin, transferint els drets de la marca als EUA.

## Creació artística i publicitat
Els artistes utilitzaren l'estil Art nouveau, Alfons Mucha, Jane Atché, Paul Jean Gervais, Edgard Maxence, entre d'altres, per il·lustrar les publicitats per JOB. També van participar en la sèrie anomenada La Collection JOB. Aquesta sèrie, amb vocació tant publicitària com artística, fou una comanda als artistes de l'època de Pierre Bardou, industrial i filantrop, fill de Jean Bardou, a raó d'una de les dues produccions a l'any durant més de vint anys. Fou dividida en almenys 32 il·lustracions diferents, reproduïdes en diverses mides, tant a França com a l'estranger, com ara calendaris, postals o cartells. L'èxit popular va ser immediat, la Col·lecció JOB és àmpliament col·leccionada des d'aleshores i encara avui.
Les creacions publicitàries de la marca han continuat des del període Art déco i més recentment encara. Reptiles, una litografia de M.C. Escher (1943), presenta en la seva composició un paquet de paper de fumar JOB.

## Galeria

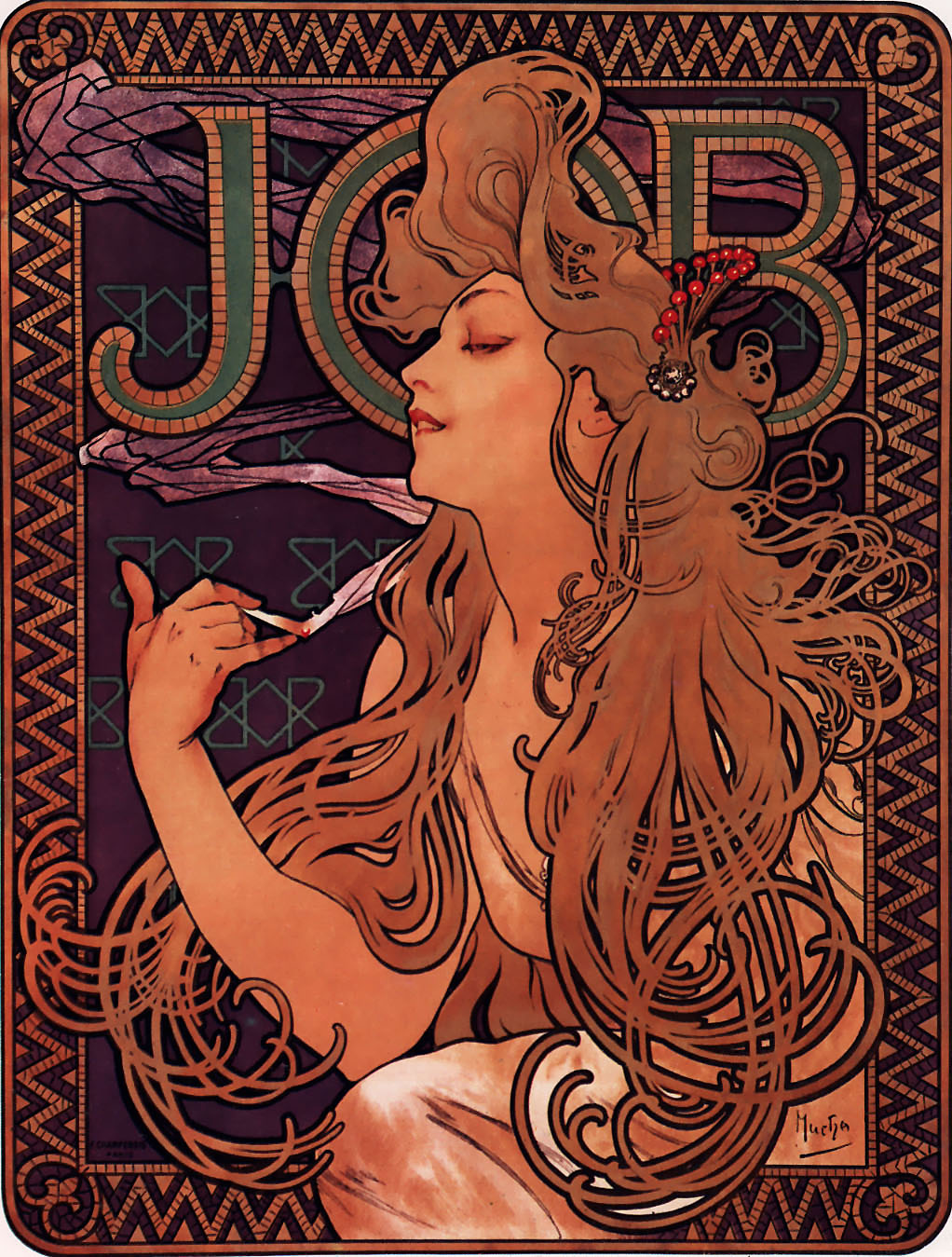
Un cartell d'Alfons Mucha per JOB en 1896
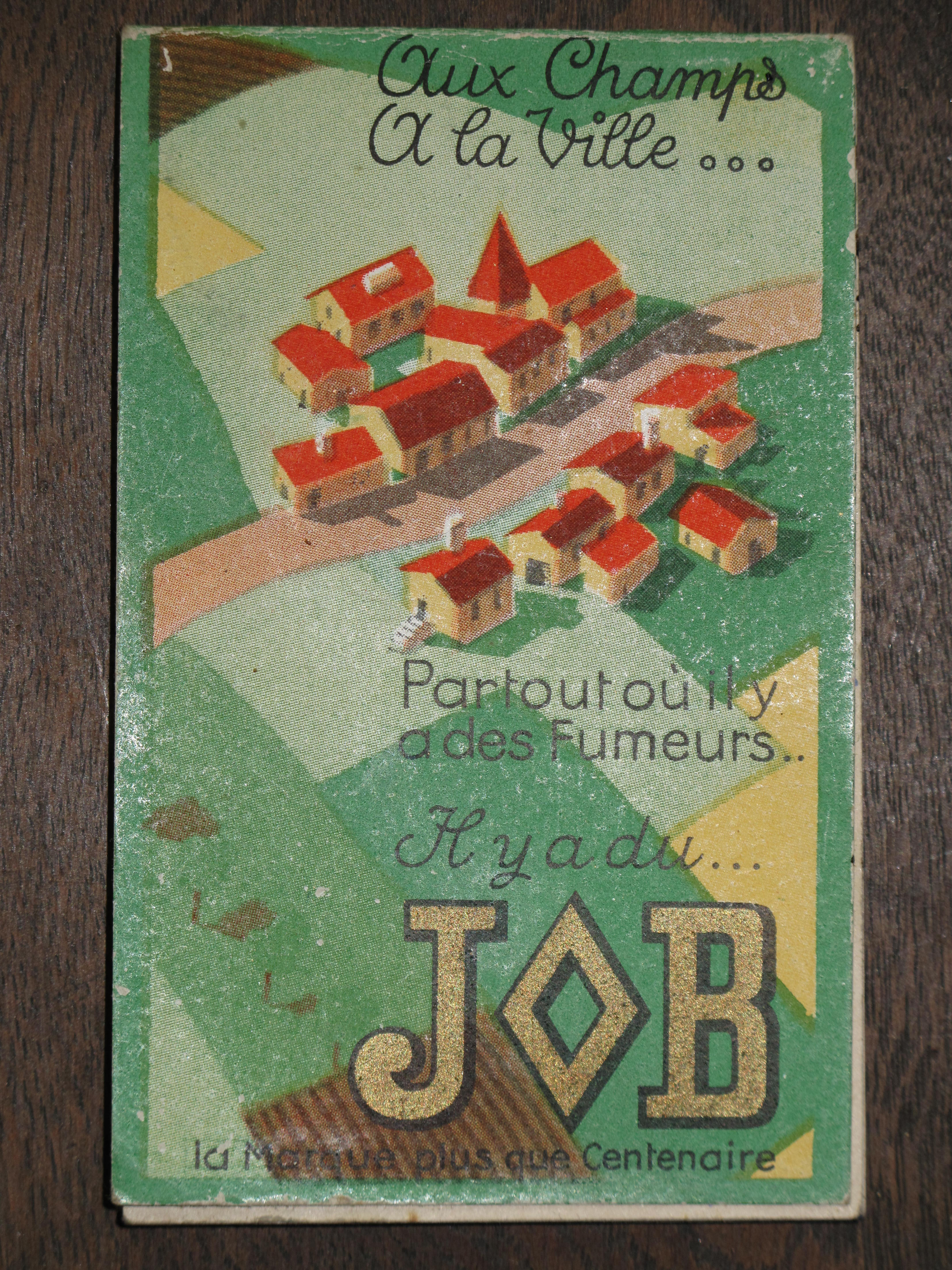
Publicitat pel paper JOB. França, vers 1930.
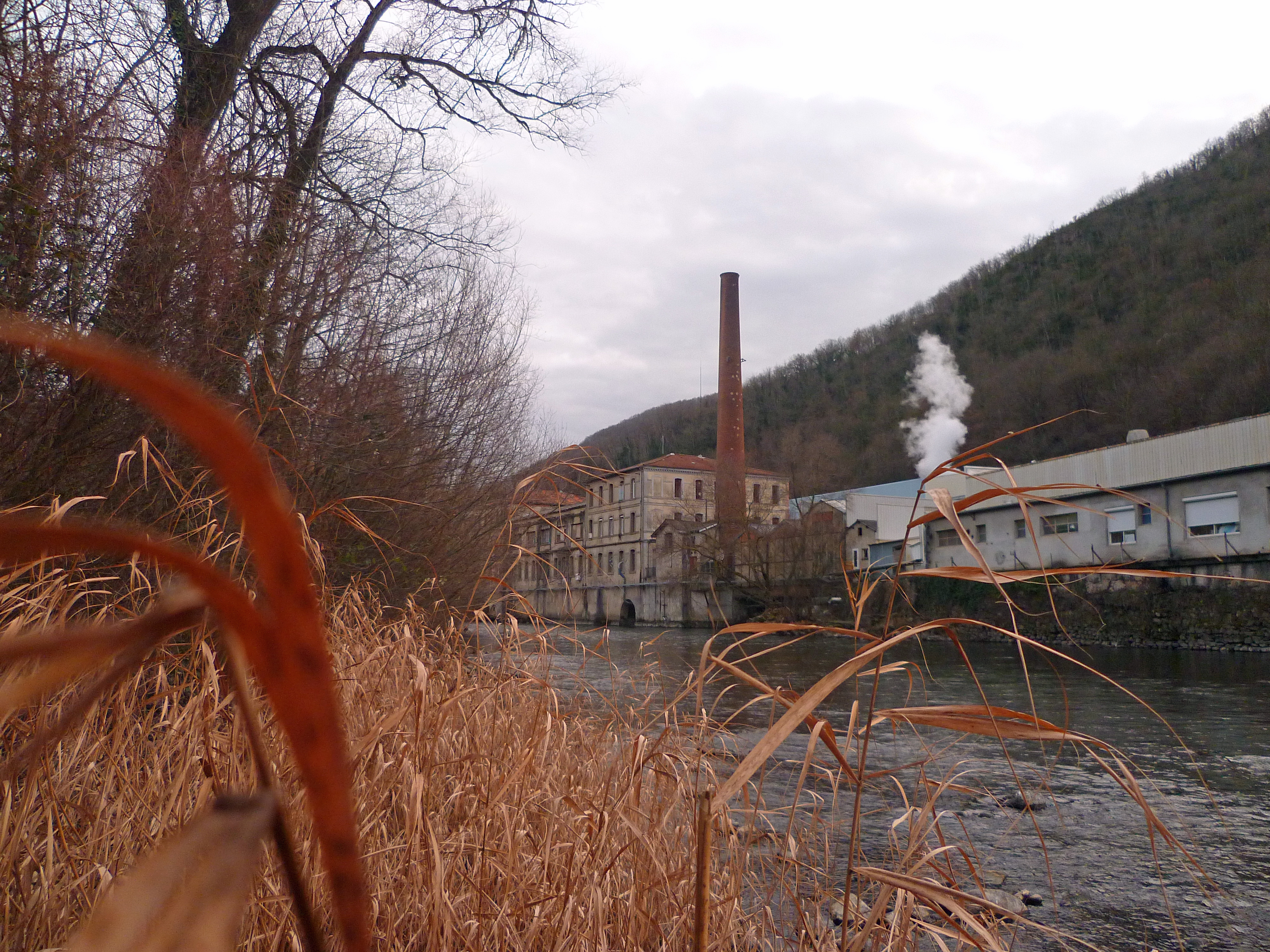
El molí paperer de la Molassa à Eishèlh
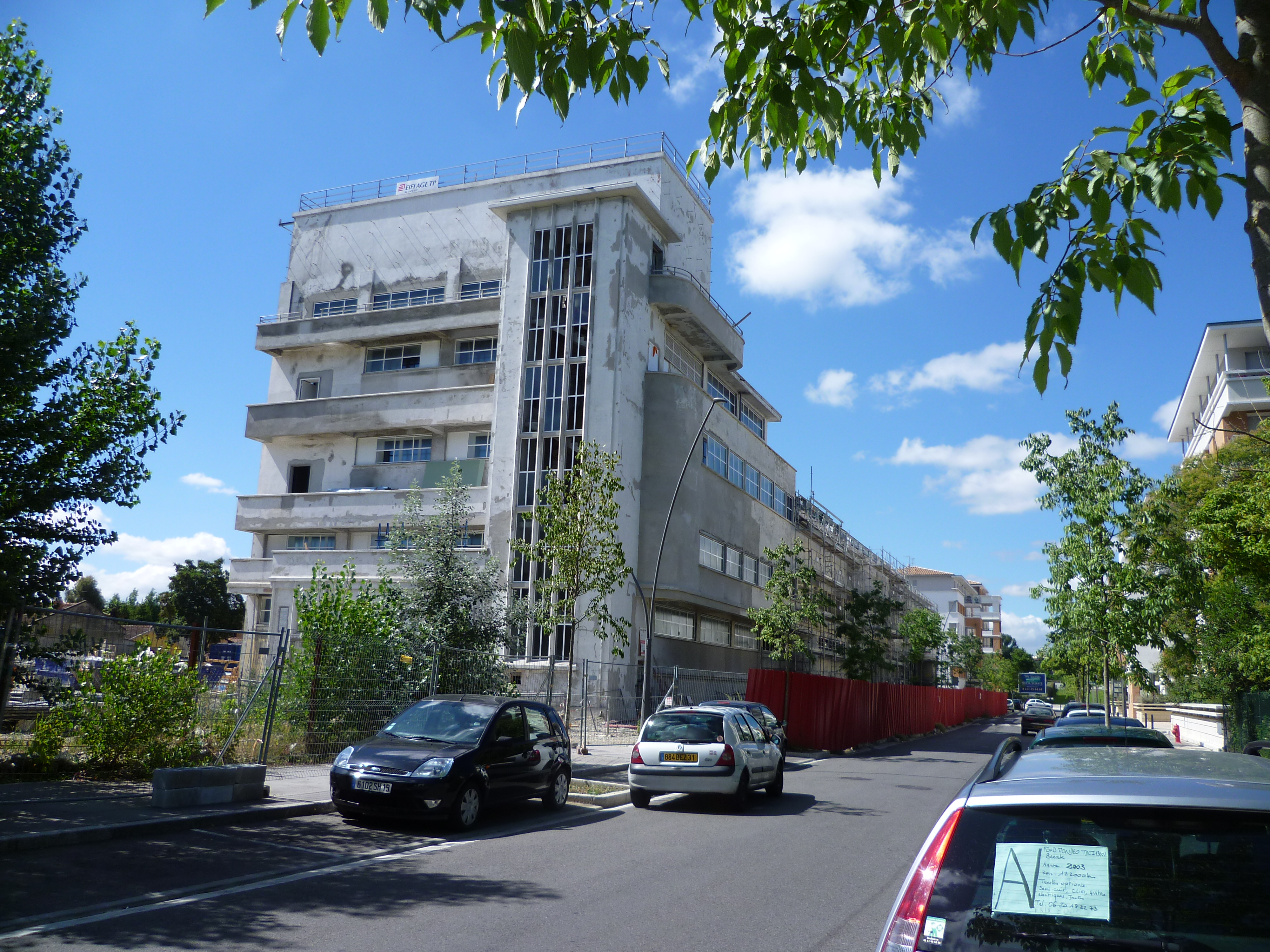
L'antiga factoria de Tolosa de Llenguadoc